# Deuteriumfusion
Als Deuteriumfusion, in der Astrophysik auch: Deuteriumbrennen, wird die Kernfusion von Deuterium-Kernen mit Protonen oder anderen Deuterium-Kernen bezeichnet.
Zu Beginn der Sternentwicklung (Protosterne) und in Braunen Zwergen ist sie die einzig mögliche Fusionsreaktion. Anders als in „echten“ Sternen trägt sie dort aber nur wenig zur freigesetzten Energie bei und bewirkt auch kein hydrostatisches Gleichgewicht durch Strahlungsdruck. In Sternen der Hauptreihe, beispielsweise der Sonne, ist die Deuteriumfusion nur mehr ein Zwischenschritt des Wasserstoffbrennens über die Proton-Proton-Kette.

## Reaktion

Ein Proton und ein Deuteriumkern verschmelzen zu einem Heliumkern ^{3}He unter Abstrahlung eines Gamma-Quants

Deuterium {\displaystyle {}_{1}^{2}\mathrm {D} } ist neben gewöhnlichem Wasserstoff (Protium) {\displaystyle {}_{1}^{1}\mathrm {H} } eines der beiden stabilen Isotope des Wasserstoffs. Bei extrem hohen Temperaturen können diese fusionieren:
| {\displaystyle \mathrm {_{1}^{2}D+\ _{1}^{1}H} } | {\displaystyle \mathrm {\longrightarrow \ _{2}^{3}He} }             | {\displaystyle \mathrm {+\ 5{,}49\ MeV} } |
| {\displaystyle \mathrm {_{1}^{2}D+\ _{1}^{2}D} } | {\displaystyle \mathrm {\longrightarrow \ _{1}^{3}T+{}_{1}^{1}H} }  | {\displaystyle \mathrm {+\ 4{,}03\ MeV} } |
| {\displaystyle \mathrm {_{1}^{2}D+\ _{1}^{2}D} } | {\displaystyle \mathrm {\longrightarrow \ _{2}^{3}He+{}_{0}^{1}n} } | {\displaystyle \mathrm {+\ 3{,}27\ MeV} } |
Die hierbei frei werdende Energie wird in Form von Gammastrahlung und als kinetische Energie abgegeben.
Mit den entstehenden Kernen können weitere Reaktionen stattfinden:
| {\displaystyle \mathrm {_{1}^{2}D+\ _{1}^{3}T} }  | {\displaystyle \mathrm {\longrightarrow \ _{2}^{4}He+{}_{0}^{1}n} } | {\displaystyle \mathrm {+\ 17{,}56\ MeV} } |
| {\displaystyle \mathrm {_{1}^{2}D+\ _{2}^{3}He} } | {\displaystyle \mathrm {\longrightarrow \ _{2}^{4}He+{}_{1}^{1}H} } | {\displaystyle \mathrm {+\ 18{,}34\ MeV} } |

## Auftreten bei der Sternentwicklung
Von allen Kernfusionen sind die der Wasserstoffkerne am leichtesten möglich, weil diese nur einfach elektrisch geladen sind, die zu überwindende Coulomb-Abstoßung also am geringsten ist. Fusionsreaktionen dieser Kerne können deshalb schon bei Temperaturen ab ca. 1 MK (Megakelvin) einsetzen. Für ein kontinuierliches Brennen ist eine sehr große Dichte erforderlich, denn eine solche Temperatur kann nur bei einer hohen Fusionsrate aufrechterhalten werden.
Ausgenommen ist hier jedoch die scheinbar einfachste Reaktion, nämlich die Fusion zweiter Protonen. Damit hierbei Deuterium entsteht, muss eines der Protonen in ein Neutron umgewandelt werden. Dies ist ein Prozess der schwachen Wechselwirkung und hat eine um viele Größenordnungen geringere Wahrscheinlichkeit. Dies führt dazu, dass sogar bei der hohen Temperatur (15 MK) und der hohen Dichte (150 g/cm3) im Zentrum der Sonne Protonen im Durchschnitt erst nach einigen Milliarden Jahren zu Deuterium fusionieren, während Deuterium innerhalb weniger Sekunden umgesetzt wird.
Aus diesem Grund ist Deuteriumfusion diejenige Fusionsreaktion, die bei der Entwicklung der Sterne als erste einsetzt, noch vor dem „Zünden“ des Wasserstoffbrennens in Protosternen, und die einzige, die schon bei vergleichsweise kleinen Massen (ab etwa 13 Jupitermassen) in Braunen Zwergen stattfinden kann. In der von Sternen freigesetzten Materie – Sternwind, Supernovae – findet sich kein Deuterium mehr; das im interstellaren Gas vorhandene Deuterium stammt ausschließlich von der primordialen Nukleosynthese in den ersten drei Minuten nach dem Urknall.
Deuteriumfusion |
Wasserstoffbrennen (pp-Kette • CNO-Zyklus) |
Heliumbrennen |
Kohlenstoffbrennen |
Neonbrennen |
Sauerstoffbrennen |
Siliciumbrennen